# District d'Agawa
Pour les articles homonymes, voir Agawa.
Le district d'Agawa (吾川郡, Agawa-gun) est un district de la préfecture de Kōchi au Japon.
Au 1er février 2015, sa population était de 28 834 habitants pour une superficie de 803,97 km2 et une densité de population de 35,9 habitants au km2.

## Communes du district
- Ino
- Niyodogawa